# União das Freguesias de Provesende, Gouvães do Douro e São Cristóvão do Douro
Die União das Freguesias de Provesende, Gouvães do Douro e São Cristóvão do Douro ist eine portugiesische Gemeinde (Freguesia) im Kreis (Concelho) Sabrosa im Norden Portugals.

## Geschichte
Die Gemeinde entstand im Zuge der Gebietsreform vom 29. September 2013 durch die Zusammenlegung der ehemaligen Gemeinden Provesende, Gouvães do Douro und São Cristóvão do Douro.
Provesende wurde Sitz der neuen Verwaltung.

## Demographie
| Freguesia | Freguesia                                             | Freguesia | Freguesia       | ehemalige Freguesias   | ehemalige Freguesias | ehemalige Freguesias | ehemalige Freguesias |
| --------- | ----------------------------------------------------- | --------- | --------------- | ---------------------- | -------------------- | -------------------- | -------------------- |
| Wappen    | Freguesia                                             | Einwohner | Fläche in (km²) | Wappen                 | Freguesia            | Einwohner            | Fläche in (km²)      |
|           | Provesende, Gouvães do Douro e São Cristóvão do Douro | 463       | 18,37           |                        | Provesende           | 310                  | 9                    |
|           | Provesende, Gouvães do Douro e São Cristóvão do Douro | 463       | 18,37           | Gouvães do Douro       | 142                  | 6,42                 |                      |
|           | Provesende, Gouvães do Douro e São Cristóvão do Douro | 463       | 18,37           | São Cristóvão do Douro | 160                  | 2,94                 |                      |